# Hackberry (Arizona)
Hackberry è una località (unincorporated community) degli Stati Uniti d'America, appartenente alla Contea di Mohave nello Stato dell'Arizona.
Originariamente era una città mineraria, ma tra il 1920 e il 1921 le attività cessarono, complici alcuni contenziosi fra i proprietari e un allagamento causato da una sorgente d'acqua sotterranea. La chiusura della miniera ha segnato un punto di svolta negativo per la cittadina, che si è presto svuotata di gran parte dei suoi abitanti diventando quasi una città fantasma.
Nel 1992 l'artista Bob Waldmire ha recuperato un vecchio edificio, creando l'Hackberry General Store sul percorso della vecchia Route 66.
Il censimento nazionale del 2010 ha stimato la popolazione locale in 68 abitanti.